# Graue Hörner
Die Grauen Hörner (norwegisch Gråhorna) sind eine Gruppe von bis zu 2196 m hohen Berggipfeln im ostantarktischen Königin-Maud-Land. Sie ragen 8 km westlich des Großen Schwarzhorns in der Westlichen Petermannkette des Wohlthatmassivs auf.
Entdeckt und kartiert wurden sie bei der Deutschen Antarktischen Expedition 1938/39 unter der Leitung des Polarforschers Alfred Ritscher. Teilnehmer der Dritten Norwegischen Antarktisexpedition (1956–1960) nahmen anhand eigener Vermessungen und mithilfe von Luftaufnahmen eine neuerliche Kartierung vor und übersetzten den deutschen Namen ins Norwegische.